# Mitch Moroz
Mitch Moroz, född 3 maj 1994 i Edmonton, Alberta, är en kanadensisk professionell ishockeyspelare som spelar för Idaho Steelheads i ECHL.